# Spinicrus porongorupensis
Spinicrus porongorupensis is een hooiwagen uit de familie Monoscutidae.